# Porina heterospora
Porina heterospora är en lavart som först beskrevs av Fink, och fick sitt nu gällande namn av R. C. Harris. Porina heterospora ingår i släktet Porina och familjen Porinaceae.   Inga underarter finns listade i Catalogue of Life.